# Michelliana afroalpina
Michelliana afroalpina là một loài bướm đêm trong họ Noctuidae.